# La Gaillarde
Pour les articles homonymes, voir Gaillarde (homonymie).
La Gaillarde est une commune française située dans le département de la Seine-Maritime en région Normandie.

## Géographie

### Communes limitrophes
| La Chapelle-sur-Dun |                       | Saint-Pierre-le-Vieux |
|                     | La Gaillarde          | Luneray               |
| Angiens             | Saint-Pierre-le-Viger | Gruchet-Saint-Siméon  |

### Hydrographie
La commune est située dans le bassin Seine-Normandie. Elle est drainée par le Dun,.
Le Dun, d'une longueur de 13 km, prend sa source dans la commune de Autigny et se jette  dans la Manche à Saint-Aubin-sur-Mer, après avoir traversé huit communes. 

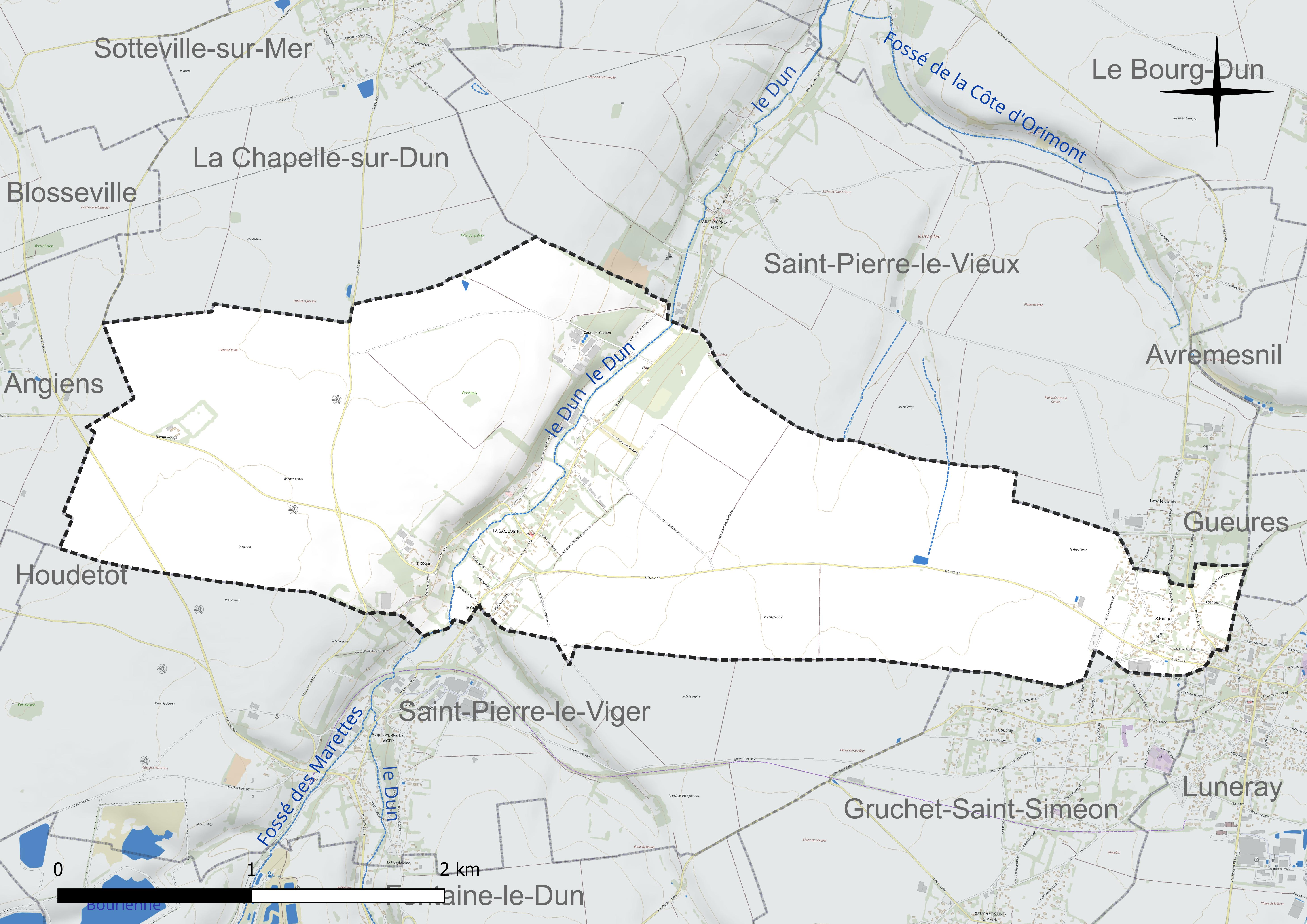
Réseau hydrographique de la Gaillarde.

### Climat
Pour des articles plus généraux, voir Climat de la Normandie et Climat de la Seine-Maritime.
En 2010, le climat de la commune est de type climat océanique franc, selon une étude du CNRS s'appuyant sur une série de données couvrant la période 1971-2000. En 2020, Météo-France publie une typologie des climats de la France métropolitaine dans laquelle la commune est exposée à un climat océanique et est dans la région climatique Côtes de la Manche orientale, caractérisée par un faible ensoleillement (1 550 h/an) ; forte humidité de l’air (plus de 20 h/jour avec humidité relative > 80 % en hiver), vents forts fréquents. Parallèlement le GIEC normand, un groupe régional d’experts sur le climat, différencie quant à lui, dans une étude de 2020, trois grands types de climats pour la région Normandie, nuancés à une échelle plus fine par les facteurs géographiques locaux. La commune est, selon ce zonage, exposée à un « climat maritime », correspondant au Pays de Caux, frais, humide et pluvieux, légèrement plus frais que dans le Cotentin.
Pour la période 1971-2000, la température annuelle moyenne est de 10,6 °C, avec une amplitude thermique annuelle de 12,9 °C. Le cumul annuel moyen de précipitations est de 917 mm, avec 13,1 jours de précipitations en janvier et 8,7 jours en juillet. Pour la période 1991-2020, la température moyenne annuelle observée sur la station météorologique la plus proche, située sur la commune de Dieppe à 18 km à vol d'oiseau, est de 11,3 °C et le cumul annuel moyen de précipitations est de 805,2 mm,. Pour l'avenir, les paramètres climatiques de la commune estimés pour 2050 selon différents scénarios d’émission de gaz à effet de serre sont consultables sur un site dédié publié par Météo-France en novembre 2022.

## Urbanisme

### Typologie
Au 1er janvier 2024, La Gaillarde est catégorisée bourg rural, selon la nouvelle grille communale de densité à sept niveaux définie par l'Insee en 2022.
Elle appartient à l'unité urbaine de Luneray, une agglomération intra-départementale regroupant quatre  communes, dont elle est une commune de la banlieue,,. Par ailleurs la commune fait partie de l'aire d'attraction de Luneray, dont elle est une commune du pôle principal,. Cette aire, qui regroupe 8 communes, est catégorisée dans les aires de moins de 50 000 habitants,.

### Occupation des sols
L'occupation des sols de la commune, telle qu'elle ressort de la base de données européenne d’occupation biophysique des sols Corine Land Cover (CLC), est marquée par l'importance des territoires agricoles (93,2 % en 2018), une proportion sensiblement équivalente à celle de 1990 (93,3 %). La répartition détaillée en 2018 est la suivante : 
terres arables (79,4 %), prairies (10,5 %), zones urbanisées (6,8 %), zones agricoles hétérogènes (3,3 %). L'évolution de l’occupation des sols de la commune et de ses infrastructures peut être observée sur les différentes représentations cartographiques du territoire : la carte de Cassini (XVIIIe siècle), la carte d'état-major (1820-1866) et les cartes ou photos aériennes de l'IGN pour la période actuelle (1950 à aujourd'hui).

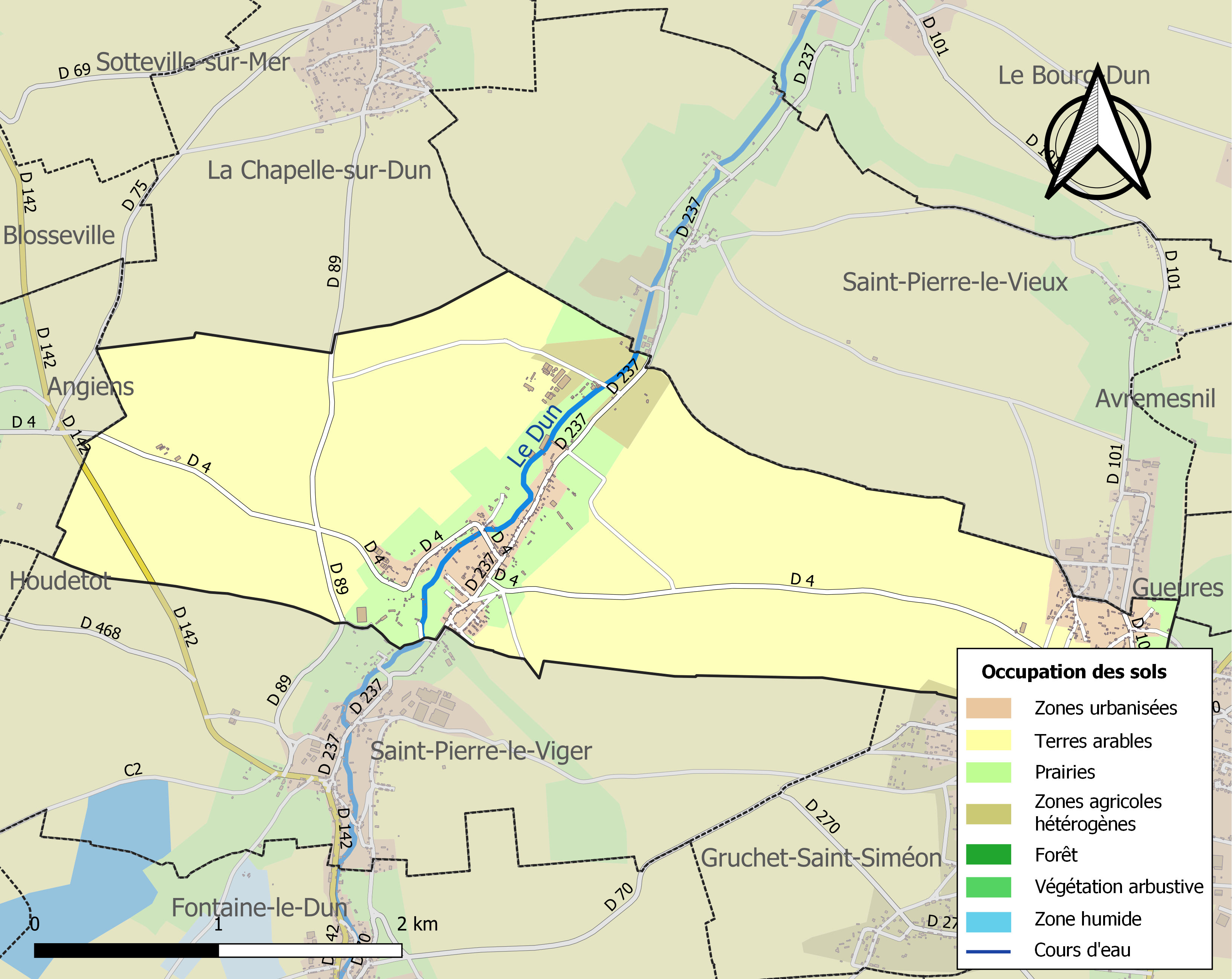
Carte des infrastructures et de l'occupation des sols de la commune en 2018 (CLC).

## Toponymie
Le nom de la localité est attesté sous la forme La Gaillarde entre 1130 et 1165.
- La Gaillarde dériverait du celtique galia, qui signifiait « force ». Ce nom aurait été donné au fleuve Dun pour le décrire. En effet, le Dun, au Moyen Âge n’était pas encore canalisé et son cours d’eau était nettement plus vigoureux qu’aujourd’hui.

## Histoire
L'abbé Cochet parle d’anciens puits rebouchés dans la plaine, où des trésors seraient cachés, mais aussi de légende de fées ou de dames blanches dansant des rondes. Toutefois, ce type de légende est très courant en Normandie, et en particulier dans le pays de Caux. Presque toute la région était entre les mains des moines de la Sainte-Trinité de Fécamp. À la Gaillarde même, l’abbaye de Fécamp possédait de nombreux terrains. En l’an 1105, le pape Pascal II (1099-1118), rédige une bulle dans laquelle il fait don de la paroisse du village à l’abbaye bénédictine ; il lui confirme aussi toutes ses donations, biens et privilèges. Ceci aurait été voulu par les ducs de Normandie, en l’occurrence, en 1105, Robert Courteheuse (1052-1134), le fils aîné de Guillaume le Conquérant, qui fut duc de Normandie de 1087 à 1106. Les moines possédaient aussi de nombreuses terres sur lesquelles travaillaient des serfs ; ils disposaient aussi d’un moulin banal, utilisé par les paysans des alentours. L’abbé Cochet évoque aussi une carrière de grès mais que les moines n’auraient exploitée qu’à partir du XVe siècle jusqu’à la fin du XVIIIe siècle.

## Politique et administration
| Période                                  | Période                    | Identité              | Étiquette    | Qualité |
| ---------------------------------------- | -------------------------- | --------------------- | ------------ | --- |
| Les données manquantes sont à compléter. |                            |                       |              | |
| avant 1995                               | ?                          | Marie-Bernard Ducroix | PS           | Conseiller général de Fontaine-le-Dun (1979 → 1985 et 1992 → 2004) |
| Les données manquantes sont à compléter. |                            |                       |              | |
| mars 2001                                | En cours (au 10 août 2020) | Jérôme Lheureux       | UMP puis UDI | Conseiller départemental depuis 2021 Président de la CC Entre mer et lin (2002 → 2016) Vice-président (2017 → 2020) puis président (2020 → ) de la CC de la Côte d'Albâtre Réélu pour le mandat 2020-2026 , |

## Démographie
L'évolution du nombre d'habitants est connue à travers les recensements de la population effectués dans la commune depuis 1793. Pour les communes de moins de 10 000 habitants, une enquête de recensement portant sur toute la population est réalisée tous les cinq ans, les populations de référence des années intermédiaires étant quant à elles estimées par interpolation ou extrapolation. Pour la commune, le premier recensement exhaustif entrant dans le cadre du nouveau dispositif a été réalisé en 2007.

En 2022, la commune comptait 377 habitants, en évolution de −2,84 % par rapport à 2016 (Seine-Maritime : +0,35 %, France hors Mayotte : +2,11 %).
| 1793 | 1800 | 1806 | 1831 | 1836 | 1841 | 1846  | 1851 | 1856 |
| ---- | ---- | ---- | ---- | ---- | ---- | ----- | ---- | ---- |
| 846  | 813  | 835  | 907  | 948  | 987  | 1 006 | 988  | 973  |

| 1861 | 1866 | 1872 | 1876 | 1881 | 1886 | 1891 | 1896 | 1901 |
| ---- | ---- | ---- | ---- | ---- | ---- | ---- | ---- | ---- |
| 909  | 888  | 872  | 842  | 711  | 693  | 659  | 628  | 647  |

| 1906 | 1911 | 1921 | 1926 | 1931 | 1936 | 1946 | 1954 | 1962 |
| ---- | ---- | ---- | ---- | ---- | ---- | ---- | ---- | ---- |
| 617  | 613  | 534  | 504  | 490  | 502  | 506  | 510  | 574  |

| 1968 | 1975 | 1982 | 1990 | 1999 | 2006 | 2007 | 2012 | 2017 |
| ---- | ---- | ---- | ---- | ---- | ---- | ---- | ---- | ---- |
| 519  | 462  | 378  | 420  | 415  | 426  | 427  | 391  | 386  |

| 2022 | - | - | - | - | - | - | - | - |
| ---- | - | - | - | - | - | - | - | - |
| 377  | - | - | - | - | - | - | - | - |

## Culture locale et patrimoine

### Lieux et monuments
- Chapelle Sainte-Marguerite : chapelle romane datant de la fin du XIe siècle restaurée dans les années 1990 et classée « monument historique ».
- Église Notre-Dame : son plan est en croix latine ; la nef a deux bas-côtés. De l'église du début du XIIIe siècle, il ne reste aujourd'hui que la partie occidentale. La nef et le clocher sont en effet reconstruits durant le premier quart du XVIe siècle. Dans les années 1637 et 1639, les travaux reprennent : les baies sud de la nef sont refaites et une flèche est élevée. Le chœur est reconstruit en 1661. Avant la Révolution de 1789, l'église était sous le patronage de l'abbaye de Fécamp. Au XIXe siècle vont avoir lieu quelques réfections au bras sud du transept (1879), et on construit la sacristie. Les matériaux de construction sont nombreux et différents suivant l'époque : on y trouve du tuf, du grès, du calcaire, du silex, et même de la brique.
- Deux belles croix en grès dans le cimetière : l'une a sa base qui est datée de 1520 ; le fût et le croisillon ont été refaits en 1604. Elle représente un Christ en croix et une Vierge à l'Enfant ; on peut aussi remarquer des armoiries que l'on n'a pas encore identifiées. L'autre croix date du XVIe siècle : elle représente aussi un Christ en croix, une Vierge à l'Enfant, et des armoiries non identifiées avec les deux larrons.

### Personnalités liées à la commune
Certaines fois, principalement durant les vacances, on trouve Pedro, le chien de Jean-Jacques Rousseau, aux environs de cette ville.